# جامع الملك عبد العزيز (خيبر بختونخوا)
جامع الملك عبد العزيز، منشأة سعودية خيرية، نفذته رابطة العالم الإسلامي، وافتتح في مايو 2019. بني الجامع في حرم جامعة هريبور بإقليم خيبر بختونخواه شمال غرب باكستان، ويتسع لـ 500 مصل.